# Chlormethenmadinone acetate
Chlormethenmadinone acetate (CMMA), còn được gọi là chlorsuperlutin, là một loại thuốc proestin được phát triển ở Tiệp Khắc vào những năm 1960. Nó đã được sử dụng kết hợp với mestranol trong thuốc tránh thai dưới tên thương hiệu Biogest, Sterolibrin và Antigest B, và trong thuốc thú y dưới tên Agelin. Các chất tương tự của CMMA bao gồm bromethenmadinone axetat (bromsuperlutin), được đánh giá nhưng chưa bao giờ được bán trên thị trường, và melengestrol axetat (methylsuperlutin), được sử dụng trong thuốc thú y.